# Оползень в провинции Бадахшан (2014)
Оползень в провинции Бадахшан — природная катастрофа, произошедшая 2 мая 2014 года в афганской провинции Бадахшан. Точное число жертв неизвестно, оценки дают разброс от 350 до 2700 человек. Оползень накрыл западную часть кишлака Утранчи-Аби-Барин.

## Общие сведения
За неделю до оползня в районе Арго прошёл сильный проливной дождь и началось наводнение. Пострадала тысяча домов, около трети всех домов в деревне попали под «тысячи тонн грунта и горных пород», сформировавших «волну грязи, разрушающую всё на своём пути». По последним данным, более 2100 человек погибли, сотни считаются пропавшими без вести.
С 11:00 часов утра до 1:00 ночи мощный грязевой поток сошёл на две деревни. Оползень произошёл в пятницу, в день молитвы и поклонения в Афганистане, когда многие семьи были дома, а не на работе. Односельчане пытались спасти тех, кто застрял после первого оползня, и оказались в ловушке, когда сошёл второй грязевой поток, убивший большую часть потенциальных спасателей. Под 10 метрами грязи оказались около 300 домов. Более 1000 домов пострадали.
Мемориальная церемония была запланирована на 3 мая.

## Спасательная операция
Рота афганских военных была отправлена в регион для помощи спасателям. Жители ближайших деревень были в срочном порядке эвакуированы. Спасатели испытывают нехватку необходимого оборудования и опасаются третьего оползня, поэтому спасательная операция испытывает трудности.
Американская коалиция в Афганистане заявила, что они готовы помочь по просьбе властей.

## Реакция
Губернатор провинции Бадахшан Шаз Валиулла Ади сказал: 
Согласно нашим данным, основанным на сообщениях местных жителей, около 2,5 тыс. человек, в том числе женщины и дети, могли погибнуть в результате схода этих оползней [...] Это катастрофа и трагедия.

Президент Афганистана Хамид Карзай заявил: 
Я глубоко опечален гибелью такого количества людей и серьёзным материальным ущербом.